# Asclepièon d'Epidaure
L'Asclepeion d'Epidaure d'Epidaure era un temple, un asclepeion, situat a uns 8 km a l'oest de la ciutat d'Epidaure a l'Argòlida (Peloponès).
El conjunt del temple incloïa una plana rodejada de muntanyes i un bosquet. Aquesta vall és encara anomenada Heròon que vol dir santuari, i la ciutat allí existent es diu Kóroni, derivat de Coronis, la mare d'Asclepi. Les muntanyes es diuen actualment Bolonidià, però antigament es deien Títion (Titthium) i el fill de Coronis va ser alletat allí per una cabra.

## Descripció
Era un recinte sagrat que tenia diversos edificis públics. Al sud-oest, al camí de Trezè, hi havia el temple d'Apol·lo, a la muntanya anomenada Kynórtion (Cynortium); en un turó anomenat Corifeu (Coripheum) hi havia el temple d'Àrtemis Corifea, probablement al sud-oest de la vall. L'Asclepeion estava situat en un terreny especialment sagrat, que segons Pausànias ho era pel motiu següent: Els habitants d'Epidaure explicaven que Flègies, va arribar al Peloponès acompanyat de la seva filla Coronis, la mare d'Asclepi, que havia amagat al seu pare que estava embarassada d'Apol·lo. Vora d'Epidaure va tenir el fill, Asclepi, i el va deixar a la muntanya anomenada Tition (mugró). El va trobar un pastor que va veure un resplendor al mig del bosc, i aviat es va estendre la notícia de què el nen trobava remeis per a totes les malalties i ressuscitava els morts. Com que l'havia alletat una cabra, aquest animal no es sacrificava al temple d'Epidaure. Asclepi va ser considerat un déu des del primer moment.
El bosc sagrat que envolta el temple té uns límits marcats per fites. Dins d'aquests límits no hi pot morir ningú ni les dones hi poden donar a llum. Els sacrificis que s'ofereixen al temple han de ser menjats dins d'aquests límits, tant si és un d'Epidaure com un estranger.
La imatge d'Asclepi que hi havia al temple era la meitat més petita que la de Zeus Olímpic a Atenes i era criselefantina. Hi ha una inscripció que diu que la va fer Tarsímenes de Paros, un escultor del segle iv aC. Seu en un tron i amb la mà agafa un bastó. L'altra mà la té sobre el cap d'una serp i hi ha un gos ajagut als seus peus. El tron té esculpides les gestes de Bel·lerofont i la seva lluita contra la Quimera, i Perseu que ja ha tallat el cap de Medusa. A l'altra banda de la porta del temple hi ha el lloc on dormen els que van a consultar el déu, ja que els oracles es donaven a través dels somnis.
Molt proper s'hi va construir el Tolos, un edifici circular de marbre blanc de doble columnata a l'interior del qual es trobava la font sagrada atribuïda a Policlet el jove i decorat amb pintures de Pàusies. Els altres edificis eren uns temples dedicats a Afrodita i Temis, l'estadi, la font i altres, alguns afegits en època romana, entre ells els banys d'Asclepi, un temple dels déus Epidotes, un temple d'Higiea, Asclepi i Apol·lo egipci, i un edifici darrere el recinte sagrat per rebre moribunds i dones prenyades, perquè al temple no es podia morir ni néixer. Al recinte se celebrava cada quatre anys un festival en honor d'Asclepi amb música i jocs esportius, que es feia 9 dies després dels jocs de l'Istme.
Quan Emili Paule va visitar el santuari després de la conquesta de Macedònia, el 167 aC, encara era força ric i estava ple d'ofrenes; però després fou objecte de molts robatoris, especialment en temps de Sul·la.